# Ambulocetus
Ambulocetus ("cá voi đi bộ") là một dạng cá voi cổ có thể đi lại cũng như bơi lội. Nó sinh sống trong thời kỳ Tiền Eocen, khoảng 50-49 triệu năm trước. Nó là hóa thạch chuyển tiếp chỉ ra sự tiến hóa của cá voi từ động vật có vú sống trên mặt đất đã diễn ra như thế nào. Loài duy nhất đã biết của chi này có danh pháp A. natans với natans nghĩa là "bơi lội".

## Đặc điểm
Với bề ngoài là con thú giống như con cá sấu dài khoảng 3 m, nó rõ ràng là sống kiểu lưỡng cư. Các chân trước của nó có ngón và các móng guốc nhỏ. Tuy nhiên, các chân sau của Ambulocetus là sự thích nghi rõ nét cho cuộc sống thủy sinh và bơi lội. Phân tích chức năng của bộ xương của nó chỉ ra rằng nó có thể đi lại có hiệu quả trên mặt đất cũng như có thể bơi lội bằng cách đẩy các chân sau về phía sau và chuyển động nhấp nhô đuôi của nó, giống như rái cá ngày nay. Người ta cho rằng Ambulocetids săn mồi theo kiểu như của cá sấu, ẩn nấp trong các vùng nước nông để chộp bắt các con mồi ít ngờ vực. Phân tích hóa học các răng của nó cho thấy nó có khả năng di chuyển giữa các vùng nước ngọt và mặn.
Ambulocetus không có tai ngoài. Để phát hiện con mồi trên đất liền, chúng có thể có đầu hạ thấp hơn sát mặt đất để cảm nhận các dao động.
Một số nhà khoa học cho rằng Ambulocetus là cá voi tiền sử, do nó chia sẻ những đặc trưng thích nghi với cuộc sống dưới nước với các loài cá voi: nó có sự thích nghi ở mũi cho phép nó có thể nuốt dưới nước và các xương tai trong của nó có cấu trúc giống như ở cá voi, cho phép chúng nghe tốt dưới nước. Ngoài ra, các răng của nó cũng tương tự như ở cá voi.
Các hóa thạch của Ambulocetus được nhà nhân loại học Johannes Thewissen tìm thấy tại Pakistan. Trong thời gian loài động vật này còn sinh tồn, Pakistan là vùng duyên hải có ranh giới với biển Tethys cổ đại.

## Nghi vấn
Một số học giả, như Don Batton hay Jonathan Sarfati lại cho rằng diễn giải của Thewissen là đáng ngờ, chủ yếu dựa trên việc hóa thạch được tìm thấy thiếu mất đai chậu, phần lớn các đốt sống phần đuôi trong khai quật năm 1994. Tuy nhiên, khai quật bổ sung tại nơi điển hình của Ambulocetus natans đã dẫn tới sự phục hồi phần lớn cột sống của loài điển hình này, bao gồm cả xương chậu, xương cùng và phần lớn các xương sườn và đoạn cột sống thuộc phần ngực và thắt lưng. Các xương tứ chi, đuôi và hộp sọ cũng được tìm thấy, làm cho mẫu vật hiện nay có độ hoàn hảo gần 80 % và Thewissen et al. có lẽ đã chính xác trong kết luận ban đầu năm 1994 của mình. 

## Phim ảnh
Trong loạt phim Walking with Beasts gồm 6 phần của BBC chiếu trên truyền hình, có thể thấy Ambulocetus. Trong phần 1 (New Dawn, nghĩa là Bình minh mới) người ta mô tả nó bơi ngược dòng từ vùng bờ biển và giải thích tại sao nó lại được nhìn thấy tại Đức thay vì tại Pakistan bản xứ của nó.